# J.D. Salinger
Jerome David Salinger (New York, 1 januari 1919 - Cornish, New Hampshire, 27 januari 2010) was een Amerikaans schrijver, vooral bekend om zijn controversiële roman The Catcher in the Rye uit 1951. Hij schuwde al snel de media-aandacht en leidde een teruggetrokken leven. Zijn laatste werk verscheen in 1965 en hij gaf zijn laatste interview in 1980. Hij publiceerde zijn werk onder de auteursnaam J.D. Salinger.

## Levensloop

### Leven tot de jaren vijftig
Salinger werd in New York geboren als zoon van een uit Litouwen afkomstige Joodse vader en een Schots-Ierse moeder. Hij doorliep van 1934 tot 1936 een militaire opleiding en publiceerde zijn eerste literaire probeersels in het soldatentijdschrift Crossed Sabres. In 1937 zond zijn vader hem na een snel afgebroken studie naar Wenen, om daar bij familie in de vleeshandel te worden ingewijd, om zich aldus te kunnen voorbereiden op de overname van het vleesimportbedrijf van zijn vader. In die periode ervoer hij van zeer nabij het antisemitisme van de Weners.
In 1942 trad Salinger, opnieuw na een kort na aanvang gestopte studie, in militaire dienst. Hij nam in 1944 deel aan de Amerikaanse invasie in Frankrijk, overleefde het Ardennenoffensief en was een van de eerste geallieerde soldaten die een bevrijd concentratiekamp betraden. Deze ervaringen raakten Salinger diep. “De geur van brandend vlees krijg je nooit uit je neus”, vertelde hij later zijn dochter, “ongeacht hoelang je leeft”. Na de oorlog kreeg hij ernstig last van posttraumatische stress en ging geruime tijd in psychotherapie.

### Werk
Salinger publiceerde vanaf 1940 zijn eerste verhalen, maar hij werd vooral beroemd door zijn enige werk van ruimere omvang The Catcher in the Rye (De vanger in het graan, 1951). In dit boek beschrijft hij een korte periode uit het leven van de 16-jarige Holden Caulfield, nadat deze van een internaat verwijderd werd. Holden heeft het nog niet aan zijn ouders verteld en zwerft enige dagen rond door New York. Hij zet zich enerzijds af tegen de wereld van volwassenen, anderzijds beklaagt hij zichzelf erover dat hij door diezelfde volwassenen niet voor vol wordt aangezien. Het is een tragikomische zoektocht naar zichzelf, die uitloopt in een zenuwinzinking. Het boek werd in een aantal Engelstalige landen verboden, met name vanwege “ongepast taalgebruik” (veel vloeken) en de open behandeling van seks. Niettemin groeide het boek uit tot een klassieker, waarin met name jongeren zich herkenden.
Na De vanger in het graan publiceerde Salinger Negen verhalen (1953), korte verhalen, wederom aanvankelijk eerder gepubliceerd in The New Yorker, waarin diverse leden van de excentrieke, hoogbegaafde familie Glass figureren. De leden van de familie Glass keren ook weer terug in zijn twee volgende boeken: Franny en Zooey (1961) en Heft hoog de nokbalk, timmerlieden (1963). Franny en Zooey handelt over de Holden Caulfieldachtige crisis die Franny Glass doormaakt. Samen met haar broer Zooey filosofeert ze in het tweede verhaal pagina's lang over de zin van het leven, waarbij ook Salingers belangstelling voor religie en zenboeddhisme aan de oppervlakte komt. In Heft hoog de nokbalk, timmerlieden haalt verteller Buddy Glass herinneringen op aan zijn overleden broer Seymour. Het eerste is een bij vlagen hilarisch verslag van Seymours huwelijksdag. Tijdens het in dezelfde uitgave opgenomen verhaal Seymour, een introductie wordt langzaamaan de sfeer van Salingers zelfgekozen isolement duidelijk. Opmerkelijk detail is dat Buddy Glass in dat verhaal (dat nauwelijks handeling kent) ook nog vertelt dat hij, Buddy Glass, de schrijver is van The catcher in the Rye, waarmee de cirkel rond is en al het werk van Salinger een nadrukkelijk en afgerond kader heeft gekregen.

### Later leven
Vanaf 1965, toen Time-magazine relaties legde tussen zijn werk en zijn privé-leven, leidde Salinger een sterk teruggetrokken bestaan. Privacy en anonimiteit zag hij als het grootste goed, op het neurotische af. Van grote invloed daarbij was ook zijn bekering tot de Advaita Vedanta, een op meditatie georiënteerde zijtak van het hindoeïsme, in de jaren vijftig. Hij was geen gemakkelijk persoon, ook niet voor zijn directe omgeving. Teleurgesteld in de literaire wereld hield hij elk contact met de buitenwereld categorisch af. Hij voerde diverse processen over copyright-kwesties en tegen journalisten en auteurs die over hem publiceerden, waaronder zijn biograaf Ian Hamilton. Zijn postume biografen David Shields en Shane Salerno stelden: "Er waren twee bepalende markatiepunten in Salingers leven: de Tweede Wereldoorlog vernietigde de mens in hem maar maakte hem tot een groot kunstenaar. Geloof bood hem de troost die hij als mens nodig had, maar vermoordde zijn kunst".
Salinger heeft tijdens zijn leven slechts zo'n vijfendertig verhalen gepubliceerd, maar niettemin geldt hij als één der meest gelezen en meest besproken Amerikaanse schrijvers van de naoorlogse periode. In 1972 kwam hij in het nieuws toen hij, inmiddels gescheiden van zijn eerste vrouw, op 53-jarige leeftijd een maanden durende relatie had met de 18-jarige schrijfster Joyce Maynard. Maynard schrijft in haar memoires dat Salinger in die periode minstens twee romans voltooide. Dat betekent, ook bevestigd door zijn dochter Margaret, dat hij ook na zijn zelfgekozen isolement altijd is blijven schrijven.
De invloed van Salinger op veel hedendaagse schrijvers (Philip Roth, John Updike) is groot. Mede door zijn zelfgekozen isolement nam zijn literaire talent in sommige kringen welhaast mythische vormen aan. Louis Menand (2001, in The New Yorker, 2001) spreekt in dat verband, wanneer hij het heeft over de jaren vijftig, zelfs over het Salinger-tijdperk.
Salinger stierf in januari 2010 een natuurlijke dood in zijn huis in het plaatsje Cornish, New Hampshire, op 91-jarige leeftijd.

## Begin vanThe Catcher in the Rye
De opening van The Catcher in the Rye zet direct de toon van al het werk van Salinger dat zou volgen:
"Als je het echt allemaal wil horen, dan wil je waarschijnlijk eerst weten waar ik geboren ben en wat een waardeloze jeugd ik heb gehad en wat mijn ouders allemaal gedaan hebben voordat ze mij kregen en meer van dat soort sentimentele gelul, maar eerlijk gezegd heb ik geen zin om het daarover te hebben. In de eerste plaats vind ik dat soort dingen stomvervelend, en in de tweede plaats zouden mijn ouders allebei zowat een dubbele hartstilstand krijgen als ik iets persoonlijks over ze vertelde. Ze zijn behoorlijk gevoelig op dat punt, vooral mijn vader. Ze zijn wel aardig en zo -daar niet van- maar ze zijn zo gevoelig als de pest. Bovendien ben ik niet van plan mijn hele levensverhaal aan je neus te gaan hangen. Ik vertel je alleen over de zenuwtoestanden van vorig jaar rond Kerstmis, vlak voordat ik half in elkaar stortte en hierheen moest om het kalm aan te doen."
(vertaling Johan Hos, 1989)

## Gepubliceerde werken

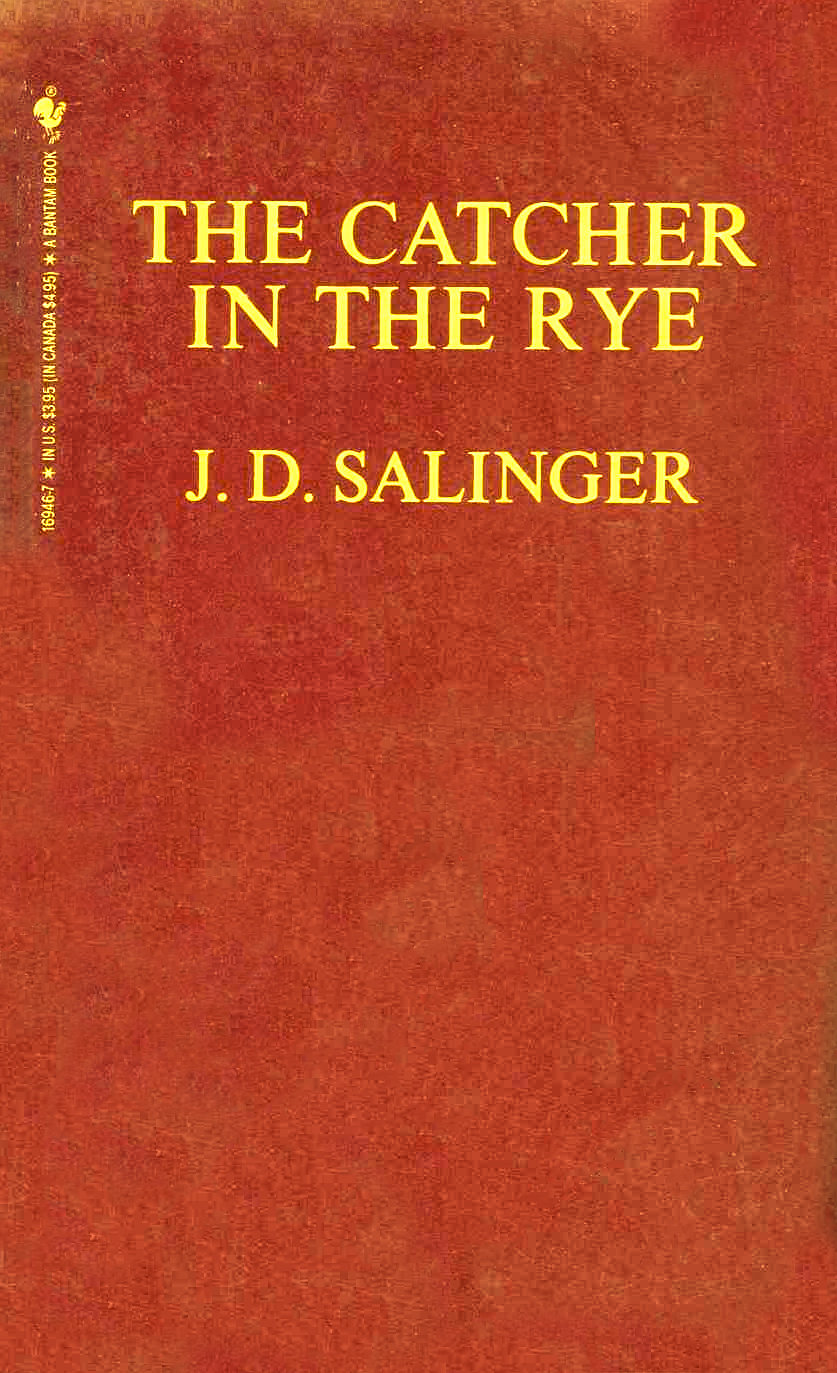
The Catcher in the Rye

- The Catcher in the Rye (1951). Nederlands: De vanger in het koren / De vanger in het graan / De kinderredder van New York
- Nine Stories (1953) Nederlands: Negen verhalen
  - "A Perfect Day for Bananafish" (1948). Nederlands: Een perfecte dag voor bananenvis
  - "Uncle Wiggily in Connecticut" (1948). Nederlands: Oom Donald in Connecticut
  - "Just Before the War with the Eskimos" (1948). Nederlands: Vlak voor de oorlog met de Eskimo's
  - "The Laughing Man" (1949). Nederlands: De lachvogel
  - "Down at the Dinghy" (1949). Nederlands: Beneden bij de boot
  - "For Esmé – with Love and Squalor" (1950). Nederlands: Voor Esmé - veel liefs en morsigheid
  - "Pretty Mouth and Green My Eyes" (1951). Nederlands: Mooie mond en mijn ogen groen
  - "De Daumier-Smith's Blue Period" (1952). Nederlands: De Daumier-Smith' grijze periode
  - "Teddy" (1953). Nederlands: Teddy
- Franny and Zooey (1961). Nederlands Franny en Zooey
- Raise High the Roof Beam, Carpenters and Seymour: An Introduction (1963).
  - "Raise High the Roof-Beam, Carpenters" (1955). Nederlands: Heft hoog de nokbalk timmerlieden
  - "Seymour: An Introduction" (1959). Nederlands: Seymour, een introductie

## Noot
1. ↑  Cf. Shields, Salerno: Salinger, 2013, Simon & Shuster, introduction XV.

- Bibsys: 90085020
- Biblioteca Nacional de España: XX993805
- Bibliothèque nationale de France: cb11923476b (data)
- Catàleg d'autoritats de noms i títols de Catalunya: 981058513995406706
- CiNii: DA00699901
- Digitale Bibliotheek voor de Nederlandse Letteren: sali006
- Gemeinsame Normdatei: 118605054
- International Standard Name Identifier: 0000 0001 2117 1704
- Library of Congress Control Number: n50016589
- Nationale Bibliotheek van Letland: 000033427
- MusicBrainz: 76e95ec6-6c94-4580-953d-bdc3c7b3aeca
- Bibliotheek van het Japanse parlement: 00455187
- Nationale Bibliotheek van Tsjechië: jn19990007318
- Nationale bibliotheek van Australië: 35472754
- Nationale Bibliotheek van Israël: 987007267396505171
- Nationale Bibliotheek van Polen: a0000002801402
- Nationale en Universitaire bibliotheek Zagreb: 000002183
- Nederlandse Thesaurus van Auteursnamen: 068892136
- Istituto Centrale per il Catalogo Unico: CFIV037957
- LIBRIS: 220368
- SNAC: w6zx2909
- Système universitaire de documentation: 027120031
- Trove: 965575
- Virtual International Authority File: 17092
- WorldCat: E39PBJbtr9qPpyJrpTqFGkH6Kd